# 张行湘
张行湘（1945年—），山东滨州人，汉族，中华人民共和国政治人物、第十一届全国人民代表大会辽宁地区代表。

## 生平
毕业于北京大学政治经济学专业，是中共党员。1994年2月，担任辽宁省抚顺市委书记、市政协主席。1995年2月，任辽宁省抚顺市委书记、市人大常委会主任；1997年11月，任辽宁省委副书记，2001年4月兼任沈阳市委书记。曾任中国共产党第十六届中央委员会候补委员。2008年起担任全国人大代表。